# Elopiformes

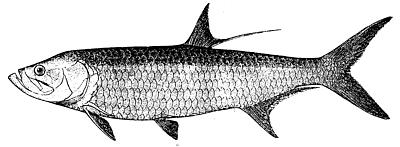
Megalops atlanticus

Gli Elopiformes sono un ordine di pesci ossei d'acqua dolce e marina.

## Distribuzione e habitat
Sono presenti nelle aree tropicali di tutti gli oceani.
Vivono in acque costiere e possono penetrare nelle acque salmastre e dolci, in cui si trovano soprattutto i giovanili.

## Biologia
Le larve sono leptocefali.

## Famiglie
- Elopidae
- Megalopidae